# Kromalveolater
Kromalveolater (Chromalveolata) är ett föreslaget rike eukaryota organismer som omfattar såväl fotosyntetiserande alger, parasiter och andra heterotrofer.
I vissa klassificeringar räknas kromalveolaterna som en av sex eukaryota huvudgrupper. Tidigare räknades kromoalveolaterna till protisterna.
Men monofylin hos kromalveolaterna är långt ifrån säkerställd.
Man antar att en tidig kromoalveolat tog upp en rödalg som endosymbiont. Hos de färglösa kromoalveolaterna (till exempel många alvelolater) har denna endosymbiont sedan förlorats.